# Tibicenas
Tibicenas era el nombre que le daban los antiguos aborígenes de la isla de Gran Canaria —Canarias, España— a unas entidades demoníacas que formaban parte de sus creencias. Según la tradición, estas criaturas aparecían en forma de perros grandes y de pelo espeso.

## Etimología
El término, que también aparece con las variantes tabicena, tebicena o tibisena, es de procedencia aborigen, habiendo sido recogido en textos posteriores a la conquista europea de las islas.
Para el filólogo e historiador Ignacio Reyes, el término procedería de una forma primaria ti-bizzăn-ah, pudiendo ser traducido como 'malvado, peligroso'. Hay que indicar que uno de los primeros autores que recogieron esta voz, el ingeniero Leonardo Torriani, indica en su obra que «tabicena en su lengua [de los canarios] significa 'perro'».
En la toponimia de la isla de Gran Canaria ha sobrevivido con las variantes Chobicena y Chibicena para designar varios parajes del término municipal de Agaete.

## Características
Uno de los primeros autores que menciona a estos seres es Juan de Abréu Galindo, quien dice que a los antiguos canarios el demonio «se les aparecía muchas veces de noche, y de día como grandes perros lanudos; y en otras figuras a los cuales llamaban tibisenas».
La creencia en entidades negativas que se manifestaban en forma de perro se extendía también entre los aborígenes de las islas de La Palma, La Gomera y Tenerife, aunque como entidades singularizadas bajo las denominaciones Yruene, Hirguan y Jucancha respectivamente.